# Apodrassodes
Apodrassodes es un género de arañas araneomorfas de la familia Gnaphosidae. Se encuentra en Centroamérica, Sudamérica y sur de Asia. 

## Lista de especies
Según The World Spider Catalog 12.0:
- Apodrassodes araucanius (Chamberlin, 1916)
- Apodrassodes chula Brescovit & Lise, 1993
- Apodrassodes guatemalensis (F. O. Pickard-Cambridge, 1899)
- Apodrassodes mercedes Platnick & Shadab, 1983
- Apodrassodes mono Müller, 1987
- Apodrassodes pucon Platnick & Shadab, 1983
- Apodrassodes quilpuensis (Simon, 1902)
- Apodrassodes taim Brescovit & Lise, 1993
- Apodrassodes trancas Platnick & Shadab, 1983
- Apodrassodes yogeshi Gajbe, 1993